# Brižni vrtlar
Za film Brižni vrtlar, vidi Brižni vrtlar (2005)
Brižni vrtlar (eng. The Constant Gardener, 2001.) je roman britanskog pisca Davida Cornwella. Roman je smješten u središtu političkog konflikta u Keniji u kojem srednjovječni britanski diplomat traži ubojicu svoje žene, aktivistice za ljudska prava.

## Radnja
U dalekim pustopoljinama sjeverne Kenije, aktivistica Tessa Quayle pronađena je brutalno ubijena. Čini se da je Tessin suputnik doktor pobjegao s mjesta događaja, tako da sve indicije upućuju na zločin iz strasti. Iako članovi britanske komisije u Nairobiju pretpostavljaju da će povučen i samozatajan udovac, diplomat Justin Quayle cijelu stvar prepustiti njima, progonjen tugom i raznim teorijama o ženinoj nevjeri, ovaj ipak odlučuje stvar uzeti u svoje ruke. U flashbackovima saznajemo da je Tessa bila upletena u borbu protiv AIDSA i korumpirane kompanije koja distribuira opasan lijek Dypraxa (izaziva pobačaj), a osim detalja iz prošlosti Quayle para, postaje jasno da je Justin također postao lovina.